# Лиина, Виктор Николаевич
Виктор Николаевич Лиина (род. 19 июня 1968, Печоры, Псковская область) — российский военачальник. Командующий Тихоокеанским флотом ВМФ России с 21 апреля 2023 года, адмирал (2022). Командующий Балтийским флотом ВМФ России (5 октября 2021 — 21 апреля 2023).

## Биография
Родился 19 июля 1968 года в городе Печоры Псковской области.
С 1985 по 1990 год — курсант Высшего военно-морского училища подводного плавания им. Ленинского Комсомола.
С 1990 по 2004 год — прошёл путь от инженера электронавигационной группы штурманской боевой части крейсерской подводной лодки до командира экипажа атомного подводного крейсера.
С 1999 по 2004 год — командир 74-го экипажа АПРК «Сегежа» 11-й дивизии подводных лодок Северного флота ВМФ Российской Федерации.
С 2004 по 2006 год — слушатель командно-штабного факультета Военно-морской академии им. Адмирала Флота Советского Союза Н. Г. Кузнецова.
В 2006—2007 годах — заместитель командира дивизии подводных лодок, в 2007—2008 — начальник штаба 11-й дивизии подводных лодок, в 2008—2010 годах — командир 18-й дивизии подводных лодок.
С июля 2010 года — заместитель командующего подводными силами Северного флота.
С октября 2010 по 2012 год — командир Беломорской военно-морской базы Северного флота ВМФ РФ.
Указом Президента Российской Федерации от 09.08.2012 года № 1141 Виктору Николаевичу присвоено воинское звание «контр-адмирал».
С 14 октября 2012 по 2014 год — командующий Войсками и силами на Северо-Востоке России Тихоокеанского флота.
С 2014 по 2016 год — слушатель факультета национальной безопасности и обороны государства Военной академии Генерального штаба Вооружённых сил Российской Федерации.
С 2016 по 2019 год — начальник штаба — первый заместитель командующего Черноморским флотом ВМФ Российской Федерации.
Указом Президента Российской Федерации Владимира Путина № 709 от 12 декабря 2018 года Виктору Николаевичу присвоено воинское звание «вице-адмирал».
С 2019 по 2021 год заместитель начальника Генерального штаба Вооружённых сил РФ. Руководил группой контроля Генерального штаба ВС РФ, которая осуществляла проверку Черноморского флота ВМФ Российской Федерации перед предстоящими стратегическими командно-штабными учениями «Кавказ — 2020». 18 мая 2020 года принял участие в торжественной церемонии вручения дипломов выпускникам Военной академии Радиационной, Химической и Биологической защиты имени Маршала Советского Союза Семёна Константиновича Тимошенко.
С 5 октября 2021 года — командующий Балтийским флотом ВМФ Российской Федерации.
Указом Президента Российской Федерации Владимира Путина № 890 от 7 декабря 2022 года присвоено воинское звание «адмирал».
21 апреля 2023 года назначен командующим Тихоокеанским флотом ВМФ России.

## Инциденты
Является участником инцидента в Керченском проливе. По утверждениям украинской стороны, после расследования данного инцидента вице-адмирала обвиняли в дезорганизации взаимодействия флота с погранслужбой, а также в недочётах управления вверенными силами и средствами. Также по этим данным Лиину обвиняли в провалах организации разведывательных мероприятий.
Вручение штандарта командующему Балтийским флотом ВМФ РФ вице-адмиралу Виктору Лиине

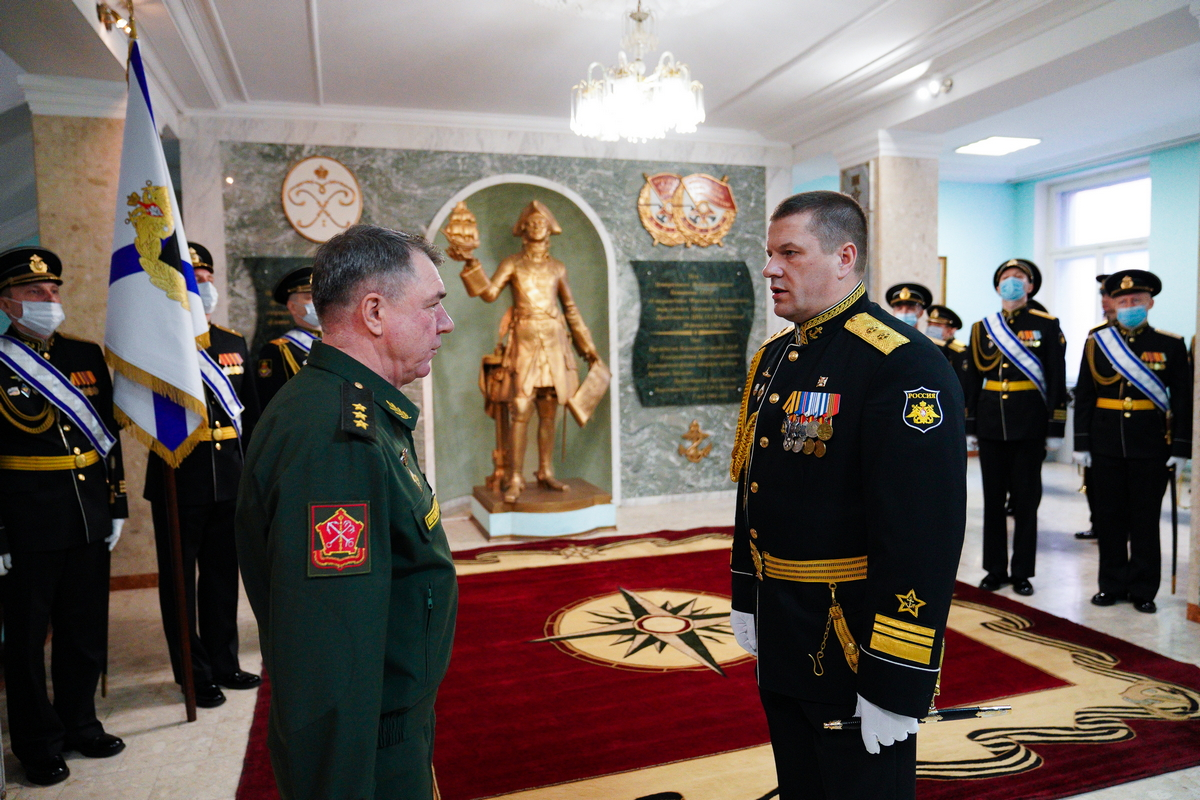
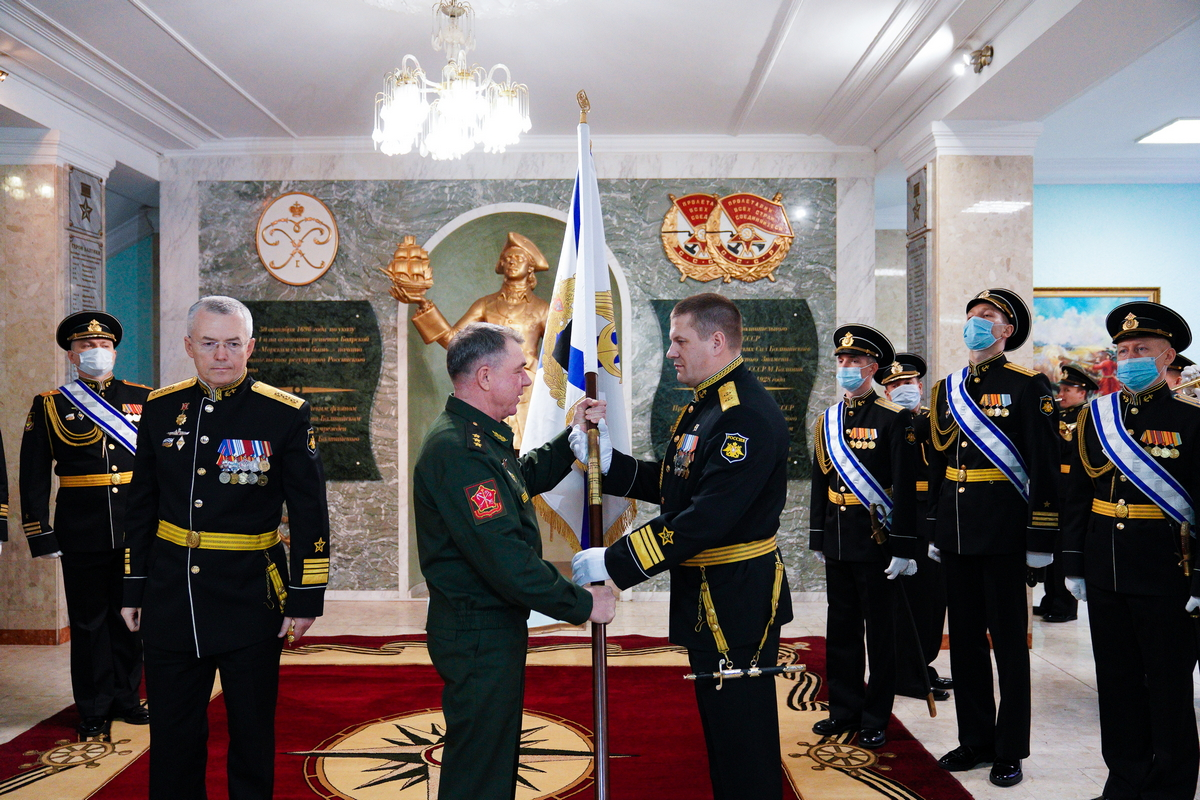
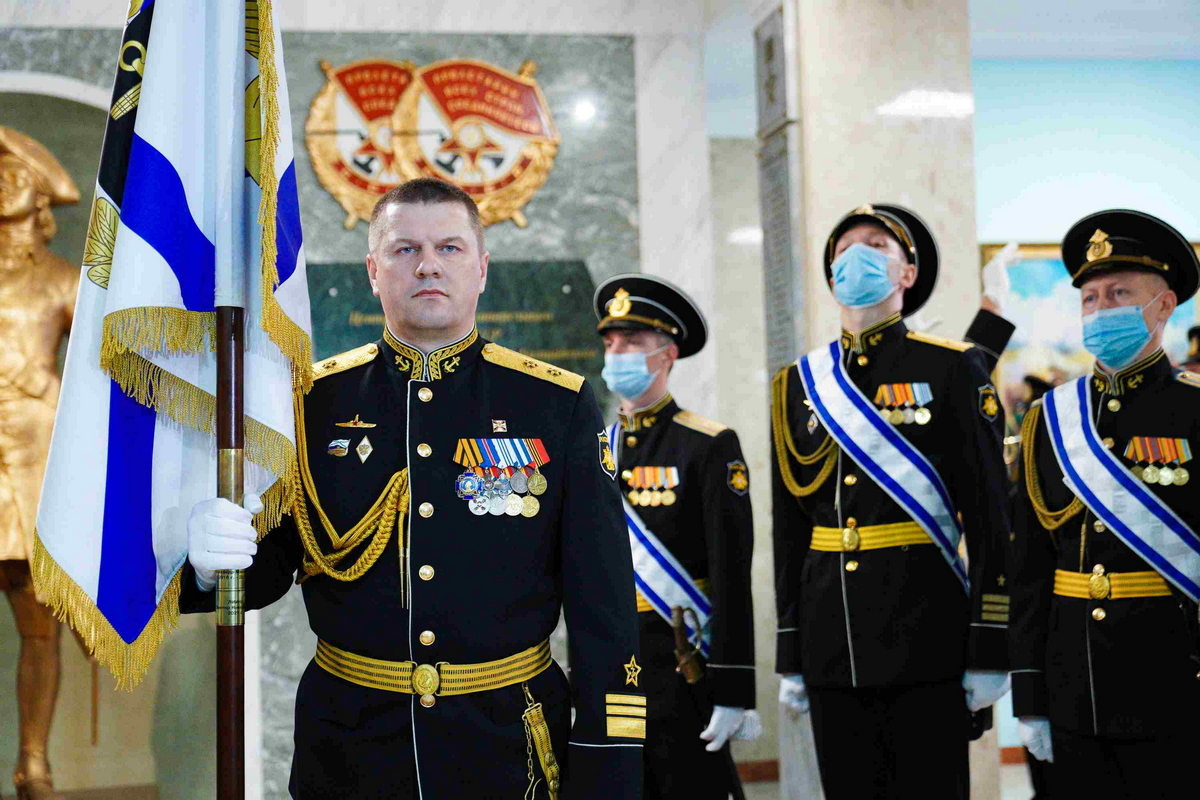

## Санкции
19 октября 2022 года, на фоне вторжения России на Украину, Виктор Лиина, добавлен в санкционный список Украины как «ответственный за дестабилизацию Украины и российскую военную агрессию, которая подрывает суверенитет и территориальную целостность Украины».

## Награды
- Орден Нахимова[17]
- Орден «За военные заслуги» (21.02.2003)[18]
- Орден «За морские заслуги»[17]
- Медаль Жукова[17]
- Юбилейная медаль «50 лет Победы в Великой Отечественной войне 1941—1945 гг.»[17]
- Юбилейная медаль «300 лет Российскому флоту»[17]
- Ведомственные награды Министерства обороны РФ.